# Sixtyseven (skor)
Sixtyseven är en spansk tillverkare av skor. Företaget har 20 fabriker och tillverkar cirka 3,5 miljoner par om året, vilket gör dem till Spaniens största tillverkare av skor.